# Sean Monahan
Sean Monahan (* 12. října 1994, Brampton) je kanadský hokejový útočník hrající v severoamerické National Hockey League za tým Columbus Blue Jackets. V roce 2013 ho draftoval ze 6. pozice tým Calgary Flames.

## Hráčská kariéra

### Začátky
Monahan se narodil v Bramptonu, v provincii Ontario, Johnu a Cathy Monahanovým, kteří mají společně ještě dceru Jacqueline. Chodil na Střední školu Sv. Tomáše Akvinského. Ze začátku byl spíše ostýchavý, avšak později z něj vyrostl vtipálek s velkým atletickým talentem. Hrál hokej ve věkové kategorii Minor (pod 18 let) a lakros.

### Calgary Flames
Monahan byl jedním z top hodnocených hráčů pro Vstupní draft NHL 2013: Centrální úřad skautingu NHL jej zařadil ve své prognóze jako 5. nejlepšího severoamerický bruslaře, zatímco ho ISS Hockey (International Scouting Services) zařadil jako devátého celkově. Mezi hráči z Ontario Hockey League (OHL) pro blížící se draft ho trenéři z této ligy hodnotily vysoko pro jeho inteligenci na ledě, tvořivost, zacházení s hokejkou a pro jeho schopnost vyhrávat vhazování. Nakonec byl vybrán v prvním kole jako celkově šestý týmem Calgary Flames. Po následném výběru se Monahan sebevědomě vyjádřil, že je připraven nastoupit do National Hockey League (NHL) hned první sezónu.

## Statistiky

### Klubové statistiky
| Sezóna      | Klub                  | Soutěž      |     | Základní část | Základní část | Základní část | Základní část | Základní část |    | Play off | Play off | Play off | Play off | Play off |
| Sezóna      | Klub                  | Soutěž      | Z   | G             | A             | B             | TM            | Z             | G  | A        | B        | TM       |          |          |
| 2010/11     | Ottawa 67's           | OHL         | 65  | 20            | 27            | 47            | 32            | 4             | 2  | 2        | 4        | 0        |          |          |
| 2011/12     | Ottawa 67's           | OHL         | 62  | 33            | 45            | 78            | 38            | 18            | 8  | 7        | 15       | 12       |          |          |
| 2012/13     | Ottawa 67's           | OHL         | 58  | 31            | 47            | 78            | 24            | —             | —  | —        | —        | —        |          |          |
| 2013/14     | Calgary Flames        | NHL         | 75  | 22            | 12            | 34            | 8             | —             | —  | —        | —        | —        |          |          |
| 2014/15     | Calgary Flames        | NHL         | 81  | 31            | 31            | 62            | 12            | 11            | 3  | 3        | 6        | 2        |          |          |
| 2015/16     | Calgary Flames        | NHL         | 81  | 27            | 36            | 63            | 18            | —             | —  | —        | —        | —        |          |          |
| 2016/17     | Calgary Flames        | NHL         | 82  | 27            | 31            | 58            | 20            | 4             | 4  | 1        | 5        | 0        |          |          |
| 2017/18     | Calgary Flames        | NHL         | 74  | 31            | 33            | 64            | 24            | —             | —  | —        | —        | —        |          |          |
| 2018/19     | Calgary Flames        | NHL         | 78  | 34            | 48            | 82            | 12            | 5             | 1  | 1        | 2        | 0        |          |          |
| 2019/20     | Calgary Flames        | NHL         | 70  | 22            | 26            | 48            | 25            | 10            | 2  | 6        | 8        | 2        |          |          |
| 2020/21     | Calgary Flames        | NHL         | 50  | 10            | 18            | 28            | 10            | —             | —  | —        | —        | —        |          |          |
| 2021/22     | Calgary Flames        | NHL         | 65  | 8             | 15            | 23            | 24            | —             | —  | —        | —        | —        |          |          |
| 2022/23     | Montreal Canadiens    | NHL         | 25  | 6             | 11            | 17            | 16            | —             | —  | —        | —        | —        |          |          |
| 2023/24     | Montreal Canadiens    | NHL         | 49  | 13            | 22            | 35            | 10            | —             | —  | —        | —        | —        |          |          |
| 2023/24     | Winnipeg Jets         | NHL         | 34  | 13            | 11            | 24            | 2             | 5             | 0  | 1        | 1        | 0        |          |          |
| 2024/25     | Columbus Blue Jackets | NHL         | 54  | 19            | 38            | 57            | 20            | —             | —  | —        | —        | —        |          |          |
| NHL celkově | NHL celkově           | NHL celkově | 818 | 263           | 332           | 595           | 201           | 35            | 10 | 12       | 22       | 4        |          |          |

### Reprezentační statistiky
| Rok                       | Tým                       | Soutěž                    | Z  | G | A | B | TM |
| ------------------------- | ------------------------- | ------------------------- | -- | - | - | - | -- |
| 2011                      | Kanada Ontario            | SP do 17 let              | 5  | 3 | 2 | 5 | 2  |
| 2012                      | Kanada                    | MIH                       | 5  | 2 | 1 | 3 | 12 |
| 2014                      | Kanada                    | MS                        | 7  | 0 | 2 | 2 | 2  |
| Juniorská kariéra celkově | Juniorská kariéra celkově | Juniorská kariéra celkově | 10 | 5 | 3 | 8 | 14 |
| Seniorská kariéra celkově | Seniorská kariéra celkově | Seniorská kariéra celkově | 7  | 0 | 2 | 2 | 2  |